# 이준호 (2002년)
이준호(한국 한자: 李俊護, 2002년 9월 28일 ~ )은 대한민국의 축구 선수이다. 포지션은 공격수이다. 현재 부산 아이파크 소속이다.